# La Mongie
Koordinaten: 42° 55′ N, 0° 11′ O
La Mongie ist ein Ort in den französischen Pyrenäen. Er gehört zur Gemeinde Bagnères-de-Bigorre und liegt ca. 400 Höhenmeter unterhalb der Passhöhe des Col du Tourmalet.
La Mongie ist in erster Linie ein Wintersportort, der auf dem Gebiet der Gemeinden Campan, Bagnères-de-Bigorre und Barèges liegt, wird jedoch gerne als Zielort der Tour de France eingeplant.
Bisherige Tour-Etappensieger in La Mongie:
- 2004: Ivan Basso
- 2002: Lance Armstrong
- 1974: Jean-Pierre Danguillaume
- 1970: Bernard Thévenet

Von La Mongie führt seit 2001 eine Seilbahn zum Gipfel des Pic du Midi de Bigorre.